# 环江毛南族自治县
环江毛南族自治县（壯文：Vanzgyangh Mauznanzcuz Swciyen），简称环江县，是中华人民共和国广西壮族自治区河池市下辖的自治县，位于广西北部。1951年，由思恩縣與宜北縣合併設立環江縣。总面积为4558平方公里，自治县人民政府駐思恩鎮。

## 行政区划
环江毛南族自治县辖6个镇、5个乡、1个民族乡。
思恩镇、水源镇、洛阳镇、川山镇、明伦镇、东兴镇、大才乡、下南乡、大安乡、长美乡、龙岩乡和驯乐苗族乡。

## 人口
根據第六次全国人口普查數據，截至2010年11月1日零時，環江毛南族自治縣常住人口272,328人。據第七次全国人口普查數據，截至2020年11月1日零時，環江毛南族自治縣常住人口276,076人。2021年年末，環江毛南族自治縣常住人口27.60萬人。

### 民族
全县常住人口中，汉族人口为18,206人，占6.59%。各少数民族人口为257,870人，占93.41%；其中毛南族人口为41,588人，占15.06%；壮族人口为192,177人，占69.61%。
| 民族名称                | 壮族   | 毛南族 | 汉族  | 其他民族 |
| ----------------------- | ------ | ------ | ----- | -------- |
| 人口数                  | 192177 | 41588  | 18206 | 24105    |
| 占总人口比例（%）       | 69.61  | 15.06  | 6.59  | ---      |
| 占少数民族人口比例（%） | ---    | ---    | ---   | ---      |

## 交通
- 357国道过境。
- 1971年5月通车的金红铁路在本县设坡华，普洛，华江，雅脉，上朝站。同时在普洛站分岔出洛茂铁路，在本县设都川，仁德站。目前上述铁路线及车站已经全部停运。
- 2023年通车的贵南高速铁路在水源镇设环江站，办理客运业务。截至2025年4月，每日共有9趟列车停靠。